# Ла-Торра-да-Кларамун
Ла-То́рра-да-Клараму́н (кат. La Torre de Claramunt) - муніципалітет, розташований в Автономній області Каталонія, в Іспанії. Код муніципалітету за номенклатурою Інституту статистики Каталонії - 82861. Знаходиться у районі (кумарці) Анойя (коди району - 06 та AI) провінції Барселона, згідно з новою адміністративною реформою перебуватиме у складі Центральної баґарії (округи). 

## Населення
Населення міста (у 2007 р.) становить 3.466 осіб (з них менше 14 років - 17,2%, від 15 до 64 - 72,4%, понад 65 років - 10,3%). У 2006 р. народжуваність склала 43 особи, смертність - 18 осіб, зареєстровано 11 шлюбів. У 2001 р. активне населення становило 1.314 осіб, з них безробітних - 107 осіб.

Серед осіб, які проживали на території міста у 2001 р., 1.764 народилися в Каталонії (з них 1.004 особи у тому самому районі, або кумарці), 710 осіб приїхало з інших областей Іспанії, а 45 осіб приїхало з-за кордону. 

Університетську освіту має 6,4% усього населення. 

У 2001 р. нараховувалося 821 домогосподарство (з них 15% складалися з однієї особи, 23,5% з двох осіб,24,8% з 3 осіб, 22,8% з 4 осіб, 8,9% з 5 осіб, 3,9% з 6 осіб, 0,6% з 7 осіб, 0,5% з 8 осіб і 0% з 9 і більше осіб).

Активне населення міста у 2001 р. працювало у таких сферах діяльності : у сільському господарстві - 1,9%, у промисловості - 48,9%, на будівництві - 11,6% і у сфері обслуговування - 37,6%. 

 У муніципалітеті або у власному районі (кумарці) працює 741 особа, поза районом - 859 осіб.

### Безробіття
У 2007 р. нараховувалося 160 безробітних (у 2006 р. - 162 безробітних), з них чоловіки становили 33,8%, а жінки - 66,2%.

## Економіка

### Підприємства міста

#### Промислові підприємства
| \| Промислові підприємства міста, за сферою діяльності \| Промислові підприємства міста, за сферою діяльності \| Промислові підприємства міста, за сферою діяльності \| \| Рік \| 2002 р. \| 2001 р. \| \| --------------------------------------------------- \| --------------------------------------------------- \| --------------------------------------------------- \| \| Енергетичні та водні ресурси \| 0% \| 3,2% \| \| Хімія та метали \| 6,2% \| 6,5% \| \| Переробка металів \| 46,9% \| 45,2% \| \| Продукти харчування \| 6,2% \| 3,2% \| \| Текстиль \| 18,8% \| 19,4% \| \| Виробництво меблів, видання \| 21,9% \| 22,6% \| \| Інше \| 0% \| 0% \| \| Усього підприємств \| 32 \| 31 \| |         |         |
| Промислові підприємства міста, за сферою діяльності |         |         |
| Рік | 2002 р. | 2001 р. |
| Енергетичні та водні ресурси | 0%      | 3,2%    |
| Хімія та метали | 6,2%    | 6,5%    |
| Переробка металів | 46,9%   | 45,2%   |
| Продукти харчування | 6,2%    | 3,2%    |
| Текстиль | 18,8%   | 19,4%   |
| Виробництво меблів, видання | 21,9%   | 22,6%   |
| Інше | 0%      | 0%      |
| Усього підприємств | 32      | 31      |

#### Роздрібна торгівля
| \| Підприємства роздрібної торгівлі міста, за сферою діяльності \| Підприємства роздрібної торгівлі міста, за сферою діяльності \| Підприємства роздрібної торгівлі міста, за сферою діяльності \| \| Рік \| 2002 р. \| 2001 р. \| \| ------------------------------------------------------------ \| ------------------------------------------------------------ \| ------------------------------------------------------------ \| \| Продукти харчування \| 37,5% \| 43,8% \| \| Одяг та взуття \| 0% \| 0% \| \| Товари для дому \| 12,5% \| 12,5% \| \| Книги та періодичні видання \| 0% \| 0% \| \| Промислова хімічна продукція \| 6,2% \| 6,2% \| \| Продукція, пов'язана з транспортними засобами \| 6,2% \| 0% \| \| Інше \| 37,5% \| 37,5% \| \| Усього підприємств \| 16 \| 16 \| |         |         |
| Підприємства роздрібної торгівлі міста, за сферою діяльності |         |         |
| Рік | 2002 р. | 2001 р. |
| Продукти харчування | 37,5%   | 43,8%   |
| Одяг та взуття | 0%      | 0%      |
| Товари для дому | 12,5%   | 12,5%   |
| Книги та періодичні видання | 0%      | 0%      |
| Промислова хімічна продукція | 6,2%    | 6,2%    |
| Продукція, пов'язана з транспортними засобами | 6,2%    | 0%      |
| Інше | 37,5%   | 37,5%   |
| Усього підприємств | 16      | 16      |

#### Сфера послуг
| \| Підприємства міста, що працюють у сфері послуг, за діяльністю \| Підприємства міста, що працюють у сфері послуг, за діяльністю \| Підприємства міста, що працюють у сфері послуг, за діяльністю \| \| Рік \| 2002 р. \| 2001 р. \| \| ------------------------------------------------------------- \| ------------------------------------------------------------- \| ------------------------------------------------------------- \| \| Гуртова торгівля \| 16,7% \| 16,7% \| \| Готелі та готельний бізнес \| 16,7% \| 16,7% \| \| Транспорт та зв'язок \| 25,8% \| 26,7% \| \| Посередницькі фінансові послуги \| 3% \| 3,3% \| \| Послуги підприємствам \| 7,6% \| 8,3% \| \| Послуги фізичним особам \| 16,7% \| 15% \| \| Нерухомість та ін. \| 13,6% \| 13,3% \| \| Усього підприємств \| 66 \| 60 \| |         |         |
| Підприємства міста, що працюють у сфері послуг, за діяльністю |         |         |
| Рік | 2002 р. | 2001 р. |
| Гуртова торгівля | 16,7%   | 16,7%   |
| Готелі та готельний бізнес | 16,7%   | 16,7%   |
| Транспорт та зв'язок | 25,8%   | 26,7%   |
| Посередницькі фінансові послуги | 3%      | 3,3%    |
| Послуги підприємствам | 7,6%    | 8,3%    |
| Послуги фізичним особам | 16,7%   | 15%     |
| Нерухомість та ін. | 13,6%   | 13,3%   |
| Усього підприємств | 66      | 60      |

## Житловий фонд
У 2001 р. 4,5% усіх родин (домогосподарств) мали житло метражем до 59 м2, 24,6% - від 60 до 89 м2, 45,4% - від 90 до 119 м2 і
25,5% - понад 120 м2.

З усіх будівель у 2001 р. 47,4% було одноповерховими, 44,4% - двоповерховими, 8,2
% - триповерховими, 0% - чотириповерховими, 0% - п'ятиповерховими, 0% - шестиповерховими,
0% - семиповерховими, 0% - з вісьмома та більше поверхами.

## Автопарк
| \| Автомобілі, зареєстровані у місті, за призначенням \| Автомобілі, зареєстровані у місті, за призначенням \| Автомобілі, зареєстровані у місті, за призначенням \| \| Рік \| 2006 р. \| 2005 р. \| \| -------------------------------------------------- \| -------------------------------------------------- \| -------------------------------------------------- \| \| Приватні автомобілі \| 67,5% \| 68,2% \| \| Мотоцикли \| 9,4% \| 8,8% \| \| Вантажівки \| 17,8% \| 17,8% \| \| Трактори \| 0,6% \| 0,8% \| \| Автобуси та ін. \| 4,8% \| 4,4% \| \| Усього автомобілів \| 2.545 шт. \| 2.374 шт. \| |           |           |
| Автомобілі, зареєстровані у місті, за призначенням |           |           |
| Рік | 2006 р.   | 2005 р.   |
| Приватні автомобілі | 67,5%     | 68,2%     |
| Мотоцикли | 9,4%      | 8,8%      |
| Вантажівки | 17,8%     | 17,8%     |
| Трактори | 0,6%      | 0,8%      |
| Автобуси та ін. | 4,8%      | 4,4%      |
| Усього автомобілів | 2.545 шт. | 2.374 шт. |

## Вживання каталанської мови
У 2001 р. каталанську мову у місті розуміли 96,6% усього населення (у 1996 р. - 95,9%), вміли говорити нею 77,3% (у 1996 р. - 
77,3%), вміли читати 69,9% (у 1996 р. - 70,2%), вміли писати 51,5
% (у 1996 р. - 51,5%). Не розуміли каталанської мови 3,4%.

## Політичні уподобання
У виборах до Парламенту Каталонії у 2006 р. взяло участь 1.333 особи (у 2003 р. - 1.310 осіб). Голоси за політичні сили розподілилися таким чином:
| \| Вибори до Парламенту Каталонії \| Вибори до Парламенту Каталонії \| Вибори до Парламенту Каталонії \| \| Рік \| 2006 р. \| 2003 р. \| \| -------------------------------------- \| ------------------------------ \| ------------------------------ \| \| Конвергенція та Єднання (CiU) \| 35,3% \| 37,5% \| \| Соціалістична партія Каталонії (PSC) \| 33,7% \| 36,2% \| \| Народна партія (PP) \| 9,4% \| 7,4% \| \| Ініціатива за зелену Каталонію (IC) \| 6,5% \| 6,3% \| \| Республіканська лівиця Каталонії (ERC) \| 11% \| 11,9% \| \| Громадянська партія (C's) \| 1,1% \| 0% \| \| Інші \| 3,1% \| 0,8% \| |         |         |
| Вибори до Парламенту Каталонії |         |         |
| Рік | 2006 р. | 2003 р. |
| Конвергенція та Єднання (CiU) | 35,3%   | 37,5%   |
| Соціалістична партія Каталонії (PSC) | 33,7%   | 36,2%   |
| Народна партія (PP) | 9,4%    | 7,4%    |
| Ініціатива за зелену Каталонію (IC) | 6,5%    | 6,3%    |
| Республіканська лівиця Каталонії (ERC) | 11%     | 11,9%   |
| Громадянська партія (C's) | 1,1%    | 0%      |
| Інші | 3,1%    | 0,8%    |

У муніципальних виборах у 2007 р. взяло участь 1.611 осіб (у 2003 р. - 1.600 осіб). Голоси за політичні сили розподілилися таким чином:
| \| Муніципальні вибори \| Муніципальні вибори \| Муніципальні вибори \| \| Рік \| 2007 р. \| 2003 р. \| \| -------------------------------------- \| ------------------- \| ------------------- \| \| Конвергенція та Єднання (CiU) \| 53,6% \| 54,9% \| \| Соціалістична партія Каталонії (PSC) \| 22% \| 25,7% \| \| Народна партія (PP) \| 1,1% \| 5,8% \| \| Ініціатива за зелену Каталонію (IC) \| 9,9% \| 13,6% \| \| Республіканська лівиця Каталонії (ERC) \| 13,4% \| 0% \| \| Громадянська партія (C's) \| 0% \| 0% \| \| Інші \| 0% \| 0% \| |         |         |
| Муніципальні вибори |         |         |
| Рік | 2007 р. | 2003 р. |
| Конвергенція та Єднання (CiU) | 53,6%   | 54,9%   |
| Соціалістична партія Каталонії (PSC) | 22%     | 25,7%   |
| Народна партія (PP) | 1,1%    | 5,8%    |
| Ініціатива за зелену Каталонію (IC) | 9,9%    | 13,6%   |
| Республіканська лівиця Каталонії (ERC) | 13,4%   | 0%      |
| Громадянська партія (C's) | 0%      | 0%      |
| Інші | 0%      | 0%      |